# Four Little Diamonds
Singles de Electric Light Orchestra
Secret Messages
(1983) Stranger
(1983)
Four Little Diamonds est une chanson du groupe Electric Light Orchestra sortie en 1983 sur l'album Secret Messages. Cette chanson figure aussi sur des compilations comme Flashback, Afterglow ou encore Light Years: The Very Best of Electric Light Orchestra.
La chanson fait référence à une recherche faite par le chanteur.

## Réutilisations
- La chanson apparaît dans le jeu Grand Theft Auto: Vice City sur la radio Flash FM.